# پل حصار سرخ
پل حصار سرخ مربوط به دوره صفوی است و در شهرستان میان‌جلگه، روستای حصار سرخ واقع شده و این اثر در تاریخ ۲۴ اسفند ۱۳۸۴ با شمارهٔ ثبت ۱۵۲۳۵ به‌عنوان یکی از آثار ملی ایران به ثبت رسیده‌است.